# Ноктюрн (фильм, 1966)
«Ноктюрн» (латыш. Noktirne) — советский художественный фильм 1966 года, военная драма. Снят по мотивам одноимённого рассказа Жана Гривы, в прошлом бойца интернациональной бригады.

## Сюжет
Последний этап Гражданской войны в Испании. Республиканская армия отступила за Пиренеи. Случайно пересекаются дороги латыша Жоржа, бойца одного из отрядов, и француженки, медсестры Иветты. Они полюбили друг друга, но потерялись в суматошном вихре войны. Иветте удалось перейти границу и скрыться на родине, а Жорж попал в концентрационный лагерь.
Прошло несколько лет, Франция оккупирована гитлеровскими войсками. В небольшом марсельском ресторанчике убежавший из лагеря Жорж встречает любимую. Оба присоединяются к партизанам на одной из секретных горных баз. Когда основная часть отряда ушла на задание, лагерь был атакован карателями. В жестоком бою Иветта гибнет, совсем немного не дождавшись возвращения товарищей.

## В ролях
- Пола Ракса — Иветта
- Гунар Цилинский — Жорж
- Юрис Плявиньш — Лейнгрен
- Владимир Васильев — долговязый солдат
- Валдеко Ратассепп
- Карлис Тейхманис
- Александр Строев
- Янис Зенне
- Александр Лемберг
- Ляонас Змирскас — партизан

## Съёмочная группа
- Автор сценария: Антон Станкевич
- Режиссёр-постановщик: Ростислав Горяев
- Оператор-постановщик: Гвидо Скулте
- Художник-постановщик: Улдис Паузерс
- Композитор: Ромуальд Гринблатс
- Монтажёр: Эрика Мешковска

## Дополнительные факты
- Для большей достоверности ленты режиссёр Ростислав Горяев ездил в Москву, за консультацией к Илье Эренбургу.
- Пола Ракса — одна из первых зарубежных актрис, снявшихся в советском кинофильме, если не брать во внимание совместные картины.
- Для усиления художественного образа было решено условно разделить сценарий на три новеллы, каждая из которых начинается цитатой из литературной классики. Первая — диалог из пьесы Уильяма Шекспира «Ромео и Джульетта», вторая — отрывок из стихотворения французского поэта Поля Элюара и в финале — строчка Гарсиа Лорки: «Потише … когда я буду мёртв!»
- Съёмки проходили на рижских улицах, в павильонах Рижской киностудии, в Армении (где снимали «испанские» сцены). Горная Франция была воспроизведена на Тянь-Шане[1].